# ホセイン・テヘラーニー
ホセイン・テヘラーニー (Hossein Tehrāni, ペルシア語: حسین تهرانی,1912年 - 1974年2月25日)はイランのトンバク奏者。現代トンバク奏法の父として知られる。

## 生涯

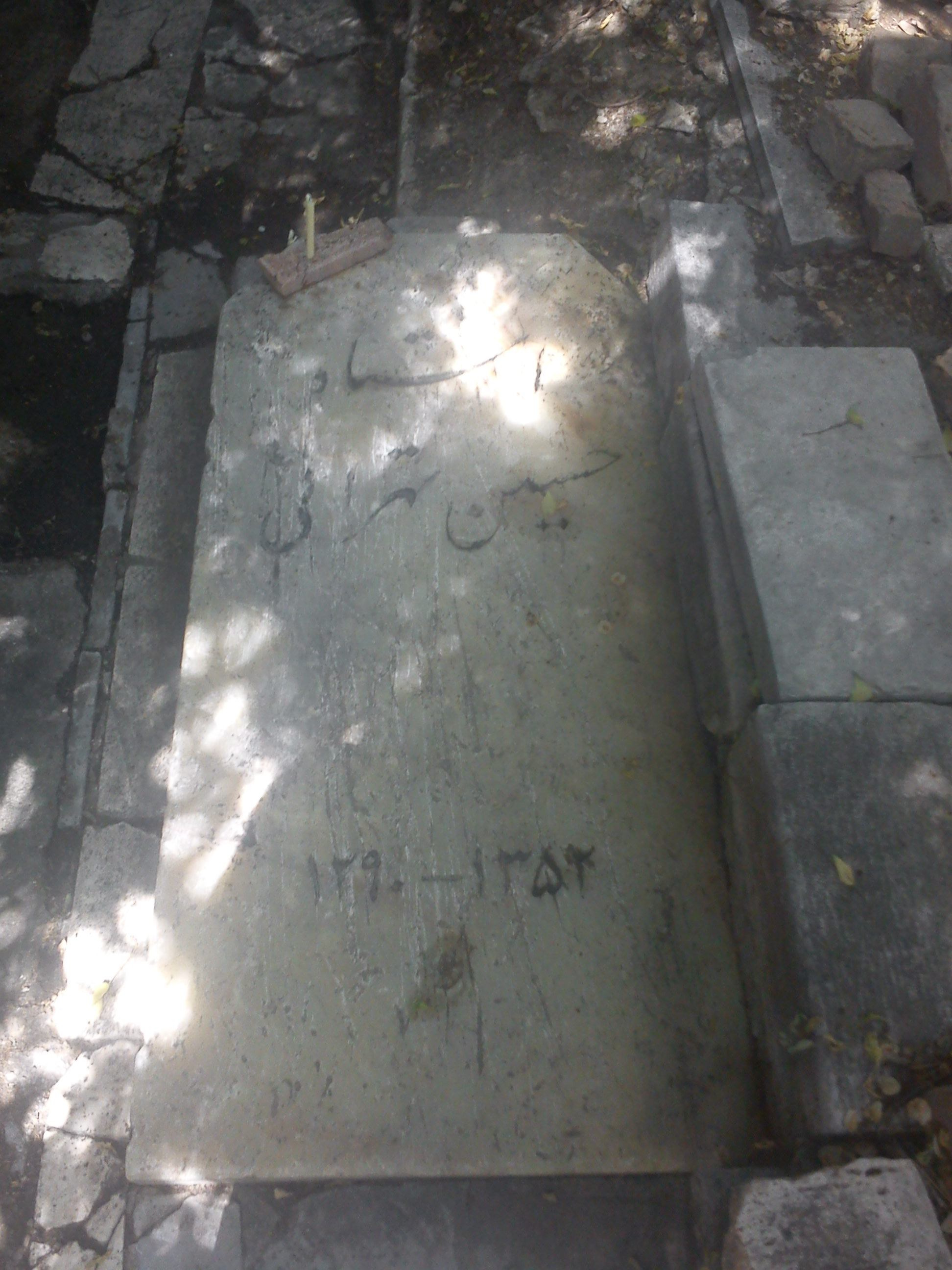
墓標

テヘラーン（テヘラン）生まれ。13歳のときにズールハーネで出会ったトンバクに似た楽器、ザルベ・ズールハーネを練習し始める。ズールハーネはイラン式武道場、ザルベ・ズールハーネは素焼きの水がめに皮を張った太鼓である。その後、旅の途中、汽車の中で出会ったトンバクの練習を始める。やがてホセイン・テヘラーニーは、音楽を専門的に学びたいと思い、16歳のとき（1928年）、弦楽器のケマンチェ奏者のホセインハーン・エスマーイールザーデに弟子入りした。また、レザー・ラヴァーンバフシュ、メフディー・ギヤースィー、カンガルロといったトンバクの達人たちの演奏を熱心に研究し、さまざまなトンバクの演奏様式を学び取ろうした。
テヘラーニーは26歳のときに作曲家のアボルハサン・サバーと友人になり、イランの伝統音楽の理論的側面を学んだ。また、28歳のとき（1940年）、テヘラン初のラジオ局の開設があり、ラジオ放送でライブ放送を行った。
テヘラーニーは1949年に、ルーホッラー・ハーレギーが創設したテヘラン国立高等音楽院に、教授として招かれた。彼は生涯にわたり国立音楽アンサンブルと国立音楽協会の一員であり、そのほかにも7名のトンバク奏者とのアンサンブルを結成した。また、シーラーズ・アートフェスティバルで初演を行い、その他にもTalar Vahadat 劇場でコンサートを行った。
ホセイン・テヘラーニーは、ペルシア語でBaleh vo Baleh, Baleh Digeh やYek Sado bisto Panjと歌いながら演奏を行うなど、演奏技術の革新を行った。彼はトンバクで機関車やバイクの音声模写なども行い、聴衆を沸かせたりもした。
ホセイン・テヘラーニーは1974年2月25日に亡くなり、イランの著名な芸術家が多数埋葬されているテヘラン郊外のザヒーロッドウレ墓地（シェミーラーン郡ダルバンド）に埋葬された。
ホセイン・テヘラーニーはトンバク演奏の形式とその練習に関する著作も残している。また、ホセイン・テヘラーニーの弟子としては、例えば、モハンマド・エスマーイーリー、ジャムシード・チェミーラーニーがいる。